# Eleição municipal de Santa Bárbara d'Oeste em 2012
A eleição municipal de Santa Bárbara d'Oeste em 2012 aconteceu em 7 de outubro de 2012 para eleger um prefeito, um vice-prefeito e 19 vereadores no município de Santa Bárbara d'Oeste, no Estado de São Paulo, no Brasil. O prefeito eleito foi Denis Andia, do PV, com 36% dos votos válidos, sendo vitorioso logo no primeiro turno em disputa com cinco adversários, Zé Maria (PSDB), Mário Heins (PDT), Larguesa (PT), Luiz Romaninho (PTB) e Dedé Sartori (PMDB) . O vice-prefeito eleito, na chapa de Andia, foi Anízio Tavares (DEM). O eleito em Santa Bárbara d'Oeste foi parte das eleições municipais nas unidades federativas do Brasil. Santa Bárbara d'Oeste foi um dos 96 municípios vencidos pelo PV; no Brasil, há 5.570 cidades.
A disputa para as 19 vagas na Câmara Municipal de Santa Bárbara D'Oeste envolveu a participação de mais de 200 candidatos. O candidato mais bem votado foi Joi Fornasari, que obteve 3.584 votos (3,54% dos votos válidos). Além disso, o PSDB foi o partido que obteve mais parlamentares, oito no total. Nove vereadores que disputaram o cargo conseguiram se reeleger e dez assumiram o cargo pela primeira vez.

## Antecedentes
Na eleição municipal de 2008, Mário Celso Heins, do PDT, foi eleito com 51. 225 votos. Antes de vencer as eleições de 2008, Mário Heins foi secretário de saúde da administração do prefeito José Adilson Basso (1997-2000) mas foi afastado do cargo por suspeita de desvio de dinheiro público, em seguida concorreu ao cargo de deputado federal nas eleições de 2006, não venceu mas obteve 24.490 votos Nas eleições de 2008, foi eleito prefeito de Santa Bárbara d'Oeste com 51.225 votos.
Em Setembro de 2011 o Ministério Público entrou na justiça pedindo a condenação de Mário Heins por improbidade administrativa, em um esquema de fraudes em licitações que totalizam R$ 19,3 milhões. No dia 15 de junho de 2012, o Tribunal de Justiça de São Paulo (TJSP) emitiu uma liminar para afastar Heins do cargo de prefeito por 180 dias, com o objetivo de evitar que ele usasse o posto político para corromper provas ou ameaçar testemunhas do processo de corrupção do qual sofria, porém após 34 dias de afastamento, o desembargador Paulo Dimas Mascaretti, da seção de direito público do próprio tribunal, suspendeu a decisão até o julgamento de um recurso do prefeito

## Eleitorado
Na eleição de 2012, estiveram aptos a votar 101.334 barbarenses, correspondendo a 88,98% da população. Além disso tiverem um total de 6.581 votos em brancos (5,72%), 6.027 nulos (5,29%) e 20.035 abstenções (14,96%).

## Campanha
As principais críticas que Mário Celso Heins, do PDT enfrentou, em busca da reeleição, durante a campanha, disseram respeito à área da saúde, onde foram investidos, enquanto prefeito, 49 milhões no Hospital de Santa Bárbara. Também foram mencionados problemas na educação, onde o prefeito, em campanha, tinha como projeto transformar as escolas, desde creches até o ensino fundamental, em período integral. Na área de segurança, a construção de novas bases comunitárias de segurança no município foi o principal argumento, assim como a implantação de pontos de vigilância eletrônica. Já na campanha do vencedor, Denis Andia, do PV, na área de saúde, o candidato propôs que fossem contratados mais médicos, uma melhora no atendimento, a revisão do agendamento de consultas e um maior investimento no processo tanto na parte de informática quanto na de recursos humanos. Na área de educação, Denis prometeu solucionar o déficit sofrido e o problema de faltas de vagas nas creches e escolas próximas às casas dos estudantes, que muitas vezes, precisavam se locomover por grandes distâncias para chegarem em suas escolas. Na parte de se segurança, foram propostas mudanças desde o plano de carreira dos guardas até a questão da tecnologia, onde na época, toda a comunicação de segurança era realizada de maneira analógica, além de instalação de câmeras de monitoramento pelo município. Em campanha, anunciou como estratégia para desenvolvimento do município, a ampliação das receitas, valorizando o comércio e a prestação de serviços, fazendo com aumentasse a entrada de dinheiro, porém, priorizando os gatos do mesmo, em investimentos para a própria cidade.

## Candidatos
Foram seis candidatos à prefeitura em 2012: Denis Andia do PV, Zé Maria do PSDB, Mário Heins do PDT, Larguesa do PT, Luiz Romaninho do PTB e Dedé Sartori do PMDB.
| N.º | Candidato(a)   | Vice           | Partido | Coligação                                                                             |
| --- | -------------- | -------------- | ------- | ------------------------------------------------------------------------------------- |
| 12  | Mário Heins    | Pastor Valnei  | PDT     | "Santa Bárbara precisa avançar!" (PDT / PSL / PRTB / PHS / PTC / PSB / PPL / PT do B) |
| 13  | Larguesa       | Danilo Godoy   | PT      | "Vamos Moralizar Santa Bárbara " (PRB / PP / PT / PSD)                                |
| 14  | Luiz Romaninho | Pedro Grecco   | PTB     | partido isolado                                                                       |
| 15  | Dede Sartori   | Magali Corrêa  | PMDB    | partido isolado                                                                       |
| 43  | Denis Andia    | Anízio Tavares | PV      | "Renova Santa Bárbara" (PSC / DEM / PV / PRP)                                         |
| 45  | Zé Maria       | Evelise        | PSDB    | "SB Prá Você!" (PTN / PR / PPS / PMN / PSDB / PC do B)                                |

## Resultados

### Prefeito
No dia 7 de outubro, Denis Andia foi eleito com 36% dos votos válidos.
| Candidato(a)         | Vice                 | 1º Turno 7 de outubro de 2012 | 1º Turno 7 de outubro de 2012 |
| Candidato(a)         | Vice                 | Votação                       | Votação                       |
|                      |                      | Total                         | Porcentagem                   |
| -------------------- | -------------------- | ----------------------------- | ----------------------------- |
| Denis Andia (PV)     | Anízio Tavares (DEM) | 36. 952                       | 36,46%                        |
| Zé Maria (PSDB)      | Evelise (PSDB)       | 28.520                        | 28,14%                        |
| Mário Heins (PDT)    | Pastor Valnei (PSB)  | 14.724                        | 14,53%                        |
| Larguesa (PT)        | Danilo Godoy (PP)    | 13.557                        | 13,38%                        |
| Luiz Romaninho (PTB) | Pedro Grecco (PTB)   | 5.221                         | 5,15%                         |
| Dedé Sartori (PMDB)  | Magali Corrêa (PMDB) | 2.369                         | 2,34%                         |
| Votos em branco      | Votos em branco      | 6.518                         | 5,72%                         |
| Votos nulos          | Votos nulos          | 6.027                         | 5,29%                         |
| Total                | Total                | 133.923                       | 100%                          |
| Abstenções           | Abstenções           | 20.035                        | 14,96%                        |
| Votos apurados       | Votos apurados       | 133.923                       | 100%                          |
| Total de eleitores   | Total de eleitores   | 133.923                       | 100%                          |

### Vereador
Dos dezenove (19) candidatos a vereadores eleitos, nove (9) conseguiram a reeleição sendo dez (10) assumindo o cargo pela primeira vez. Embora o prefeito eleito tenha sido Denis Andia (PV), a coligação que elegeu o maior número de vereadores foi do prefeito derrotado Zé Maria. A coligação "SB pra você!" conseguiu eleger oito vereadores.
| Resultado da eleição para a Câmara Municipal de Santa Bárbara d'Oeste em 2012 por candidato | Resultado da eleição para a Câmara Municipal de Santa Bárbara d'Oeste em 2012 por candidato | Resultado da eleição para a Câmara Municipal de Santa Bárbara d'Oeste em 2012 por candidato | Resultado da eleição para a Câmara Municipal de Santa Bárbara d'Oeste em 2012 por candidato | Resultado da eleição para a Câmara Municipal de Santa Bárbara d'Oeste em 2012 por candidato | Resultado da eleição para a Câmara Municipal de Santa Bárbara d'Oeste em 2012 por candidato |
| Candidato                                                                                   | Número                                                                                      | Partido                                                                                     | Votos                                                                                       | Porcentagem                                                                                 |                                                                                             |
| ------------------------------------------------------------------------------------------- | ------------------------------------------------------------------------------------------- | ------------------------------------------------------------------------------------------- | ------------------------------------------------------------------------------------------- | ------------------------------------------------------------------------------------------- | ------------------------------------------------------------------------------------------- |
| Joi Fornasari                                                                               | 23333                                                                                       | PPS                                                                                         | 3.584                                                                                       | 3,54%                                                                                       |                                                                                             |
| Pinguim                                                                                     | 43777                                                                                       | PV                                                                                          | 2.724                                                                                       | 2,69%                                                                                       |                                                                                             |
| Carlão Motorista                                                                            | 12777                                                                                       | PDT                                                                                         | 2.565                                                                                       | 2,53%                                                                                       |                                                                                             |
| Kadu Garçom                                                                                 | 22333                                                                                       | PR                                                                                          | 2.422                                                                                       | 2,39%                                                                                       |                                                                                             |
| Celso Ávila                                                                                 | 43100                                                                                       | PV                                                                                          | 2.159                                                                                       | 2,13%                                                                                       |                                                                                             |
| Uruguaio                                                                                    | 23522                                                                                       | PPS                                                                                         | 1.898                                                                                       | 1,87%                                                                                       |                                                                                             |
| Moisés Rossi                                                                                | 23333                                                                                       | PPS                                                                                         | 3.434                                                                                       | 1,89%                                                                                       |                                                                                             |
| Juca Bortolucci                                                                             | 45100                                                                                       | PSDB                                                                                        | 1.816                                                                                       | 1,79%                                                                                       |                                                                                             |
| Dr. José                                                                                    | 45100                                                                                       | PSDB                                                                                        | 1.557                                                                                       | 1,54%                                                                                       |                                                                                             |
| Pereira                                                                                     | 13100                                                                                       | PT                                                                                          | 1.433                                                                                       | 1,42%                                                                                       |                                                                                             |
| Batoré                                                                                      | 40333                                                                                       | PTB                                                                                         | 2.989                                                                                       | 1,65%                                                                                       |                                                                                             |
| Wilson da Engenharia                                                                        | 45001                                                                                       | PSDB                                                                                        | 1.327                                                                                       | 1,31%                                                                                       |                                                                                             |
| Felipe Sanches                                                                              | 15555                                                                                       | PSC                                                                                         | 1.319                                                                                       | 1,30%                                                                                       |                                                                                             |
| Ademir da Silva                                                                             | 13000                                                                                       | PT                                                                                          | 1.244                                                                                       | 1,23%                                                                                       |                                                                                             |
| Alex Backer                                                                                 | 43199                                                                                       | PV                                                                                          | 1.202                                                                                       | 1,19%                                                                                       |                                                                                             |
| Careca do Esporte                                                                           | 43199                                                                                       | PT                                                                                          | 1.199                                                                                       | 1,18%                                                                                       |                                                                                             |
| Gustavo Bagnoli                                                                             | 45000                                                                                       | PSDB                                                                                        | 1.057                                                                                       | 1,04%                                                                                       |                                                                                             |
| Tânia Mara                                                                                  | 65123                                                                                       | PC do B                                                                                     | 1.043                                                                                       | 1,03%                                                                                       |                                                                                             |
| Giovanni Bonfim                                                                             | 12012                                                                                       | PDT                                                                                         | 1.039                                                                                       | 1,04%                                                                                       |                                                                                             |
| Antonio da Loja                                                                             | 36333                                                                                       | PMN                                                                                         | 901                                                                                         | 0,89%                                                                                       |                                                                                             |
| Carlos Fontes                                                                               | 55123                                                                                       | PMDB                                                                                        | 1.872                                                                                       | 1,03%                                                                                       |                                                                                             |
| Margoso Gesseiro                                                                            | 19444                                                                                       | PTN                                                                                         | 728                                                                                         | 0,72%                                                                                       |                                                                                             |
| Bebeto do Romano                                                                            | 12024                                                                                       | PDT                                                                                         | 656                                                                                         | 0,65%                                                                                       |                                                                                             |

| Votos válidos   | Votos válidos   | 101.241 | 88,90% |
| Votos nulos     | Votos nulos     | 5.039   | 4,42%  |
| Votos em branco | Votos em branco | 7.608   | 6,68%  |
| Total           | Total           | 133.888 | 100%   |
| --------------- | --------------- | ------- | ------ |

## Análise
A vitória de Denis Andia para a prefeitura logo no primeiro turno fora considerada para muitos, surpreendente. O candidato venceu o segundo colocado, Zé Maria do PSDB, com oito pontos a frente. Em sua primeira entrevista coletiva, Denis Andia, declarou que não esperava uma votação tão expressiva.
Pode-se dizer, que o município de Santa Bárbara do Oeste, sofreu muitas turbulências políticas em pleno processo de eleição municipal, fazendo com que o resultado fosse inesperado. Em menos de 40 dias, a cidade teve duas trocas de prefeito, isso porque Mario Heins na época fora afastado do cargo devido a uma ação de improbidade administrativa. Ao voltar, o vice-prefeito que ficou no seu lugar, rompeu com a legenda de Mario Heins para que também pudesse disputar as eleições para prefeito.
Uma semana antes das eleições, as pesquisas divulgadas no município apontavam a vitória de José Maria entretanto desde o início da apuração, o candidato do Partido Verde assumiu a primeira colocação, até a confirmação da vitória.